# Chrebet Sandyk
Chrebet Sandyk (ryska: Хребет Сандык) är en bergskedja i Kirgizistan.   Den ligger i oblastet Tjüj Oblusu, i den centrala delen av landet, 100 km söder om huvudstaden Bisjkek.